# Daniel Přerovský
Daniel Přerovský (* 5. března 1992 Vyškov, Československo) je český fotbalový záložník, který působí v druholigovém týmu FK Blansko. V nejvyšší soutěži si připsal 30 startů a vstřelil 1 branku – 7. října 2012 v Brně Liberci, gól padl v poslední minutě a byl vítězný na 2:1.
V sezoně 2015/16 hostoval ze Zbrojovky Brno v MFK Vyškov, před sezonou 2016/17 do Vyškova přestoupil.

## Ligová Bilance
Aktuální k 1. červenci 2016
| Ročník                  | Zápasy | Góly | Minuty | Klub                   |
| ----------------------- | ------ | ---- | ------ | ---------------------- |
| I. liga 2010/11         | 8      | 0    | 415    | FC Zbrojovka Brno      |
| MSFL 2010/11            | 2      | 1    | –      | FC Zbrojovka Brno „B“  |
| MSFL 2011/12            | 21     | 2    | –      | FC Zbrojovka Brno „B“  |
| Divize D 2011/12        | 1      | 0    | –      | SK Líšeň               |
| I. liga 2012/13         | 15     | 1    | 464    | FC Zbrojovka Brno      |
| Jun. liga 2012/13       | 26     | 4    | –      | FC Zbrojovka Brno jun. |
| I. liga 2013/14         | 7      | 0    | 178    | FC Zbrojovka Brno      |
| Jun. liga 2013/14       | 13     | 7    | –      | FC Zbrojovka Brno jun. |
| MSFL 2014/15            | 16     | 4    | –      | SK Líšeň               |
| MSFL 2015/16            | 4      | 0    | –      | SK Líšeň               |
| MSFL 2015/16            | 23     | 2    | –      | MFK Vyškov             |
| MSFL 2016/17            | …      | …    | …      | MFK Vyškov             |
| CELKEM I. LIGA          | 30     | 1    | 1 057  |                        |
| CELKEM III. LIGA – MSFL | 66     | 9    | –      |                        |
| CELKEM JUN. LIGA        | 39     | 11   | –      |                        |